# Jean-Clément Jeanbart
Jean-Clément Jeanbart (Aleppo, 3 de março de 1943) - clérigo melquita sírio, arcebispo de Aleppo em 1995-2021.
Foi ordenado sacerdote em 16 de setembro de 1968. Em 2 de agosto de 1995, foi nomeado arcebispo de Aleppo. Ele foi consagrado a ele em 16 de setembro de 1995, o patriarca melquita de Antioquia, Máximo V Hakim, acompanhado pelo arcebispo titular melquita de Palmira, François Abou Mokh, e pelo arcebispo melquita de Beirute e Jubayl Habib Basha. De 6 a 3 de julho de 2017, ele foi o administrador apostólico de Antioquia depois que Gregório III Laham renunciou ao cargo de patriarca. Ele ficou com a escolha de Youssef Absi como patriarca.
Em 17 de setembro de 2021, o Papa Francisco aprovou a eleição de seu sucessor, que foi feita pelo Sínodo da Igreja Greco-Católica Melquita.